# 冒水村摩崖造像
冒水村摩崖造像位于四川省仁寿县虞丞乡冒水村大佛沟，又名大佛沟摩崖造像。冒水村摩崖造像是生活式特写佛教造像的代表，有六龛共22尊以佛教造像为主、兼具儒家和川主李冰的雕像，有碑记一通，题记一处三则。其中最具代表性的就是3号龛《世尊讲法图》，俗称拈花大佛或虞丞大佛。2007年6月1日公佈為四川省第七批文物保護單位。2013年3月5日列為第七批全國重點文物保護單位。

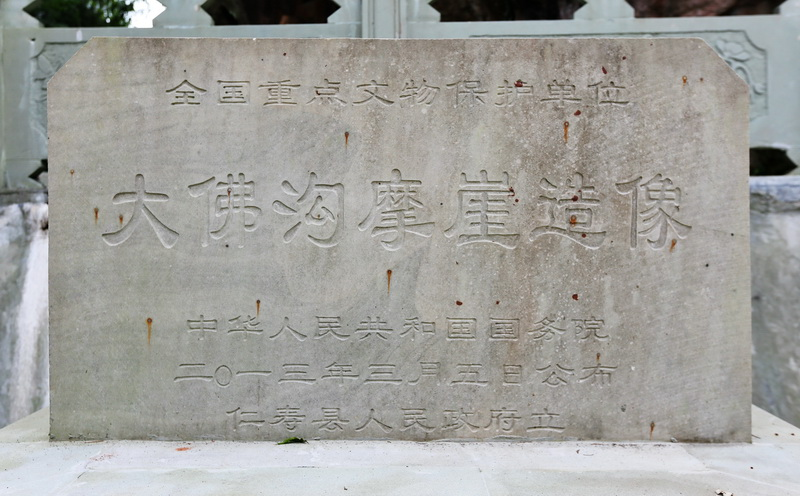
冒水村摩崖造像又名大佛沟摩崖造像，第七批全国重点文物保护单位
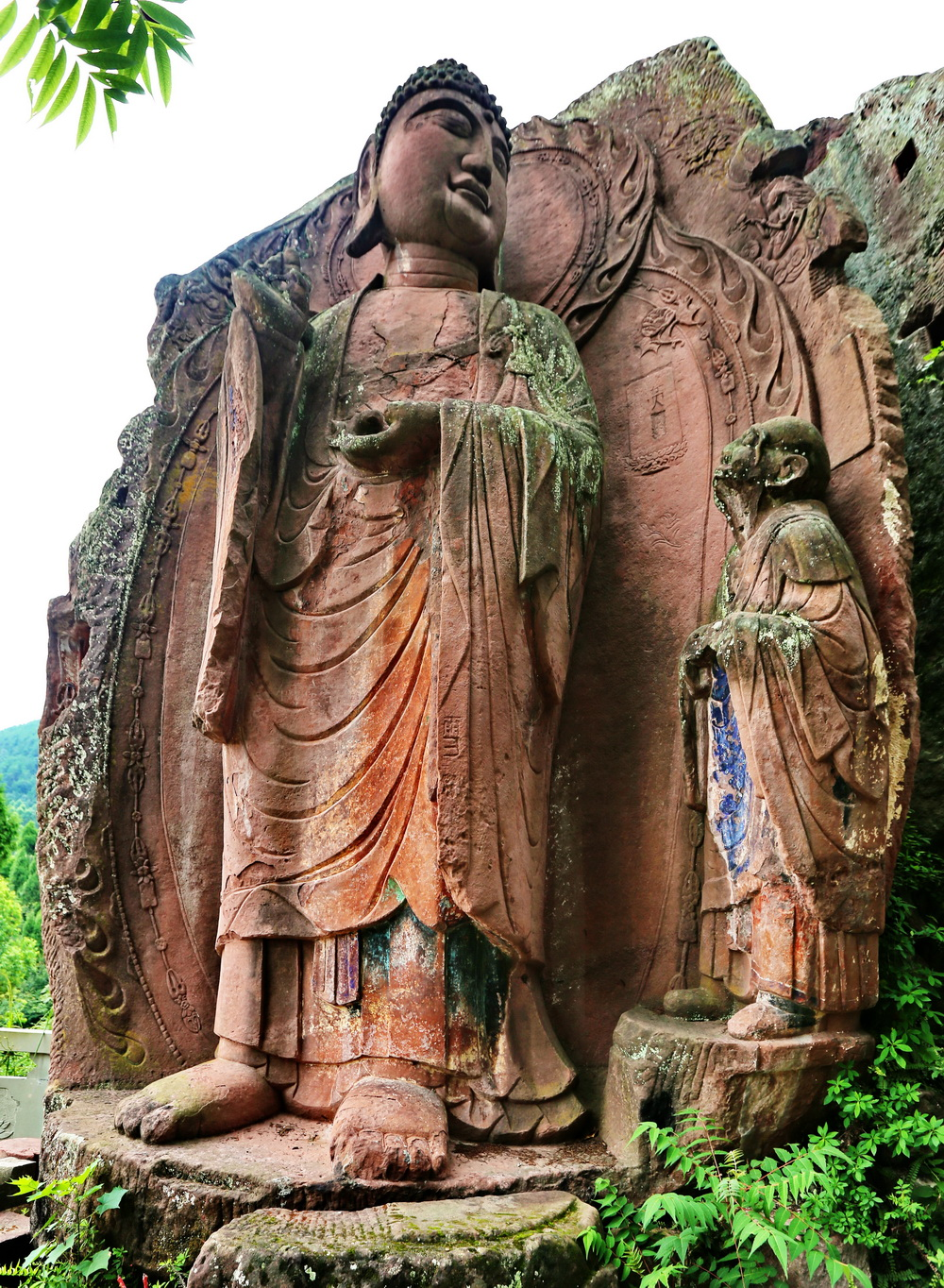
《世尊讲法图》（“拈花大佛”）